# Zimorodek modropierśny
Zimorodek modropierśny (Alcedo euryzona) – gatunek niewielkiego ptaka rybożernego z podrodziny zimorodków (Alcedininae) w rodzinie zimorodkowatych (Alcedinidae). Jest endemitem indonezyjskiej wyspy Jawa. W Czerwonej księdze gatunków zagrożonych IUCN klasyfikowany jest jako krytycznie zagrożony.

## Systematyka
Gatunek ten po raz pierwszy zgodnie z zasadami nazewnictwa binominalnego opisał holenderski przyrodnik Coenraad Jacob Temminck w 1830 roku w 4. tomie publikacji Nouveau recueil de planches coloriées d'oiseaux, pour servir de suite et de complément aux planches enluminées de Buffon. Autor nadał gatunkowi nazwę Alcedo cryzona, a jako miejsce typowe podał Jawę. Oryginalny epitet gatunkowy zawierał jednak literówkę i został kilka lat później poprawiony przez Temmincka na euryzona. Badania molekularne wykazały, że wszystkie obecnie rozpoznawalne gatunki Alcedo należą do jednego kladu.
Jest to gatunek monotypowy. Dawniej za jego podgatunek uznawany był zimorodek malajski (Alcedo peninsulae), jednak został on wyodrębniony jako osobny gatunek.

### Etymologia
- Alcedo: łac. alcedo, alcedinis lub halcedo, halcedinis „zimorodek”. Późniejsza pisownia pochodzi od fałszywej etymologii gr. ἁλς hals „morze”[16].
- Euryzona:  gr.  ευρυς – „eurus” szeroki, gr. ζωνη – „zōnē” pasek, wstęga[17].

## Morfologia
Mały zimorodek o nieproporcjonalnie dużej głowie i dziobie oraz krótkim ogonie. Dziób mocny, długi, prosty, głównie czarniawy, ale u samic dolna żuchwa nieco matowoczerwonawa, natomiast u młodych osobników dziób jest nieco krótszy z białawym końcem. Tęczówki głęboko ciemnobrązowe. Nogi i stopy u dorosłych samców od czerwonych do ciemnokasztanowo-brązowych. Występuje dymorfizm płciowy. Samiec ma czarnoniebieską głowę, jej boki, kark, boki szyi i skrzydła. Górne części ciała jasnosrebrzystoniebieskie. Kantarek czarny, ponad nim niewielka ruda plamka. Na bokach szyi biała podłużna plama z rudawym zabarwieniem. Gardło, podgardle i dół szyi białe z niewielkimi rudymi przebarwieniami. Na piersi jasnoniebieski dosyć szeroki pas, brzuch i boki białawe, pokrywy podogonowe z niewielkim rudawym odcieniem. Ogon bardzo krótki, jasnoniebieski z czarnymi brzegami sterówek. Samica różni się od samca bardziej rudą plamką na szyi, rudopomarańczowym brzuchem, bokami i pokrywami podogonowymi. Długość ciała 20 cm.

## Zasięg występowania
Według szacunków organizacji BirdLife International zasięg występowania (EOO, Extent of Occurrence) A. euryzona obejmuje około 173 tys. km². Gatunek ten zamieszkuje endemicznie indonezyjską wyspę Jawę. Przypuszcza się, że został już całkowicie wytępiony we wschodniej części wyspy, gdzie ostatnie okazy zostały odłowione w 1937 roku.

## Ekologia i zachowanie
Zimorodek modropierśny występuje na różnych stanowiskach w okolicach wód: głównie skaliste płynące strumienie i rzeki w wiecznie zielonych lasach, średniej wielkości strumienie w lasach pierwotnych i wysokich lasach wtórnych. Górna granica występowania to 1500 m n.p.m., ale spotykany jest głównie na wysokości około 100 m n.p.m.
Dieta tego gatunku składa się głównie z niewielkich ryb, także z owadów wodnych, małych gadów i skorupiaków, zwłaszcza krewetek. Na ofiarę wyczekuje na gałązkach nad powierzchnią wody, ofiary łapie nurkując pionowo w dół, potem wraca na gałązkę. Ofiarę zabija uderzając nią w gałąź lub w kamienie. Długość pokolenia jest określana na 4,5 roku.

### Rozmnażanie
Nie ma wielu szczegółowych informacji o rozmnażaniu tego gatunku. Okres lęgowy trwa od marca do czerwca. Gniazda buduje w norach w nadbrzeżnych skarpach w sąsiedztwie strumieni w gęstym lesie. Jaja białe. W lęgu prawdopodobnie od 3 do 5 jaj, tak jak u zimorodka malajskiego.

## Status
W Czerwonej księdze gatunków zagrożonych IUCN zimorodek modropierśny jest klasyfikowany jako gatunek krytycznie zagrożony (CR, ang. Critically Endangered). Liczebność populacji jest szacowana na więcej niż 50, a mniej niż 240 dorosłych osobników, gatunek ten opisywany jest jako bardzo rzadki. W XXI wieku był obserwowany już tylko w kilku oddalonych od siebie lokalizacjach, w tym w Parku Narodowym Gunung Halimun Salak. Ze względu na ciągłe zmniejszanie się naturalnego habitatu tego gatunku BirdLife International ocenia trend liczebności populacji jako spadkowy.